# Відлуння навколо його кісток
«Відлуння навколо його кісток» (англ. Echo Round His Bones) — науково-фантастичний роман американського письменника Томаса Діша. Спочатку вийшов двома частинами у грудні 1966 року та в січні 1967 року на сторінках журналу «Нові світи». Окремою книгою опублікований 1967 року.

## Сюжет
Капітан Нейтан Гансард — офіцер армії Сполучених Штатів Америки з найближчого майбутнього, коли винайшли машину для миттєвої передачі матерії. Сполучені Штати створили базу марсіанську базу — «Джексон Марс», куди регулярно надходять матеріали та персонал. Капітан Гансард, який проходить службу в таборі Джексон Земля, перепризначений на «Джексон Марс» і, таким чином, передається на вище вказану базу. Однак, Гансард виявляє невідомий побічний ефект цього процесу. Він не на Марсі, а залишається на Землі у фантомному стані; у ревльному світі його ніхто не сприймає. Він здатний ходити крізь будівлі та плавати по твердій землі. Здатний повноцінно взаємодіяти лише з іншими копіями людей або предметів, надісланих через передавач матерії. Повітря та вода доступні біля іншого передавача, який посилає їх на Марс, але у нього немає їжі. Його переслідує група солдатів в аналогічному стані, які зайнялися канібалізмом, чекаючи поруч, щоб убити інших новостворених дублікатів.
Гансард врятований, коли він знаходить дружню групу з двох дублікатів від давнішого передача літнього віку та винахідника, що користується інвалідними візками, Панофськи та трьох копій дружини Панофськи, Бріджити. Вона взяла на себе різні ролі під назвою Джет, Бриджит та Бріді. Вони пояснюють, що кожного разу, коли хтось передається, робиться копія (або «відлуння») цієї особи. Справжній Панофськи надає продовольство групі. Він вважає, що цей процес копіювання відбувається й при надсиланні групі їжї та напоїв під приводом перевірки впливу передачі на продукти харчування. Деякий час їм вдається уникати солдатів. Зрештою їх знаходять, і Гансард вбиває лідера цієї групи, але при цьому гине один дублікат Панофськи та одна з Бриджит, на якій Нейтан збирався одружитися.
Тим часом реальний світ стикається з ядерною катастрофою. На Марс надсилається наказ зі справжнім Гансардом (Гансард 1) про запуск ядерної зброї на Землю в певну дату. Копії Гансард 2 та Панофськи 2 вирішують, що катастрофу потрібно зупинити будь-якою ціною, але вони повинні мати можливість спілкуватися з кимось у матеріальному світі. Можливо, це можна зробити, якщо копія займає той самий простір, що й оригінал, і тонко впливає на свідомість оригіналу під час сну. Гансард 2 передає на Марс (створюючи відлуння Гансард 3, яке помирає) і зв'язується з Гансардом 1, щоб повідомити план уникнення руйнування Землі. Гансард 1 будує деякі передавачі та розміщує їх у певних місцях на Землі. Потім він передає Землю на інший бік Сонця, щоб уникнути ядерної зброї. Щоб спокутувати почуття провини за вбивство дитини під час війни у В'єтнамі, Гансард 1 вирішує не передаватися і вмирає, залишаючись у космосі. Ехо Землі, Земля 2, стає твердою для Гансарда 2.
Земля 1 та Земля 2 тепер перебувають у безпеці, а Панофськи 2 планує повернути Місяць, який залишився позаду, коли була передана Земля 1. Він більше не обертається навколо нематеріальної Землі 2. Декілька весіль відбуваються між трьома дублікатами Гансарда та Бриджити на Землі 2. Вони передаються в різні пункти призначення для відповідних медових місяців, створюючи подальші, третинні, дублікати. Панофськи за допомогою записки бажає останньому з вище вказаних героїв «Щасливого медового місяця».

## Головні герої
- Капітан Нейтан Гансард.
- Джон Ворсоу, колишній сержант.
- генерал Піттманн.
- Бернард Панофськи, винахідник телепортації.
- Бриджита / Бриджит / Бриді / Джет: молода дружина Панофськи.

Майже всі перераховані вище персонажі присутні у двох та більше «копіях».

## Структура та стиль
Томас Діш поділив роман на 18 глав, кожна з яких має власну назву.
Роман написаний у класичному стилі, тобто всезнаючий оповідач, який розповідає про різні події в минулому, але іноді автор звертається безпосередньо до читача, щоб викрити різні металітературні та філософські міркування.